# Eliastjärnen (Mo socken, Ångermanland)
Eliastjärnen är en sjö i Örnsköldsviks kommun i Ångermanland och ingår i Moälvens huvudavrinningsområde.